# Jingnan
924–963
Entités précédentes :
- Tang postérieurs

Entités suivantes :
- Dynastie Song

Le Jingnan était un des royaumes du sud de la Chine pendant la Période des Cinq Dynasties et des Dix Royaumes. Créé en 924, il est conquis par les Song du Nord en 963